# United Nations Mission in Liberia
Die United Nations Mission in Liberia (UNMIL) war die von 2003 bis 2018 andauernde Friedensmission der Vereinten Nationen in Liberia.

## Hintergrund
Liberias Präsident Charles Taylor trat, auf internationalen Druck und weil die gegen ihn kämpfenden Bürgerkriegsparteien inzwischen einen Großteil des Landes kontrollierten, am 11. August 2003 von seinem Amt zurück und ging nach Nigeria ins Exil. Vorübergehend waren eine Friedenstruppe der westafrikanischen Wirtschaftsgemeinschaft ECOWAS sowie ein kleines Kontingent des United States Marine Corps im Land stationiert.

## Aufgaben
Die Resolution 1509 des UN-Sicherheitsrates, die am 19. September 2003 verabschiedet wurde, schuf die rechtliche Basis für die Mission UNMIL, die die Sicherheit in Liberia bis zur Wiederherstellung einer verfassungsmäßigen Ordnung gewährleisten soll. Die Truppenstärke wurde auf 15.000 Soldaten und 1.115 Polizisten festgelegt. Die effektive Stärke betrug im Dezember 2004 14.541 Soldaten.
Die Mission soll den Flüchtlingen die Rückkehr ermöglichen und die verschiedenen Rebellengruppen entwaffnen. Dazu soll sie den Wiederaufbau staatlicher Institutionen und der durch den Bürgerkrieg zerrütteten Wirtschaft koordinieren.
Mit Beschluss 2116 des UN-Sicherheitsrats vom 18. September 2013 wurde das Mandat neu definiert und bis zum 30. September 2014 verlängert.
Zum 30. März 2018 lief das Mandat der Mission letztmals aus. Die Mission wurde abgeschlossen.

## Verlauf
Die Mission begann am 1. Oktober 2003. Etwa 3.600 Soldaten der ECOWAS wurden übernommen. Leiter der Mission mit dem Titel eines Sondergesandten des Generalsekretärs der Vereinten Nationen war zunächst Jacques Paul Klein (USA), bis vom 20. Juli 2005 bis Mitte Januar 2008 der Brite Alan Doss die Leitung der UNMIL übernahm. Nachfolgerin ist die Dänin Ellen Margrethe Løj, ehemalige Botschafterin ihres Landes bei den Vereinten Nationen (UN) und Vorsitzende des Sanktionskomitees der UN für Liberia. Seit 1. Februar 2012 wird die Mission von Moustapha Soumaré (Deputy Special Representative of the Secretary-General for Recovery and Governance) und Louis M. Aucoin (Deputy Special Representative of the Secretary-General for Rule of Law) geführt.
Von den etwa 330.000 in die Nachbarländer geflohenen Liberianern kehrten bis April 2005 etwa 114.000 zurück. Daneben wurde die Zahl der Binnenflüchtlinge auf 450.000 geschätzt, von denen über ein Drittel in ihre Heimatorte zurückkehren konnte oder neu angesiedelt wurde.
Am 11. Oktober 2005 fanden Präsidentschaftswahlen statt. Da keiner der Kandidaten die absolute Mehrheit erreichte, war ein zweiter Wahlgang zwischen den beiden bestplatzierten Kandidaten Ellen Johnson-Sirleaf und George Weah am 8. November 2005 notwendig, bei dem sich Erstere durchsetzte. Die Ablösung des seit Oktober 2005 amtierenden Übergangspräsidenten Gyude Bryant fand im Januar 2006 statt: Johnson-Sirleaf wurde zum ersten weiblichen Staatsoberhaupt Afrikas.
Im November 2005 ermächtigte der Weltsicherheitsrat die UNMIL, den ehemaligen Präsidenten Taylor festzunehmen und an den Sondergerichtshof für Sierra Leone in Freetown zu überstellen, falls er nach Liberia zurückkehren sollte. Taylor wurde am 29. März 2006 beim Verlassen seines Exils in Nigeria im Grenzgebiet zu Kamerun festgenommen und in Sierra Leone inhaftiert. Aus Sicherheitsgründen wurde der Prozess in die Niederlande verlegt und am 4. Juni 2007 offiziell eröffnet. Am 26. April 2012 erklärten ihn die Richter für schuldig. Taylor ist das erste afrikanische Staatsoberhaupt, das von einem internationalen Tribunal wegen Kriegsverbrechen zur Verantwortung gezogen wurde.

## Beteiligte Staaten
Insgesamt beteiligen sich 49 Staaten an der Mission, darunter
- Ursprüngliches ECOWAS-Kontingent: Benin – Gambia – Ghana – Guinea-Bissau – Mali – Nigeria – Senegal – Togo
- Weitere Kontingente: Äthiopien – Bangladesch – China – Deutschland – Irland – Jordanien – Namibia – Nepal – Pakistan – Philippinen – Schweden – Ukraine

### Force Commander
| Nr. | Name                                | Nationalität | Beginn der Berufung | Ende der Berufung | Bemerkungen                            |
| --- | ----------------------------------- | ------------ | ------------------- | ----------------- | -------------------------------------- |
| 1.  | Generalleutnant Daniel Opande       | Kenia        | Okt. 2003           | Dez. 2005         | Zuvor auch Force Commander UNAMSIL     |
| 2.  | Generalleutnant Chikadibia Obiakor  | Nigeria      | Dez. 2005           | Okt. 2008         | Zuvor bereits ECOMOG-Brigadekommandeur |
| 3.  | Generalleutnant A.T.M. Zahirul Alam | Bangladesch  | Okt. 2008           | Okt. 2009         |                                        |
| 4.  | Generalleutnant Sikander Afzal      | Pakistan     | Okt. 2009           | Nov. 2010         |                                        |
| 5.  | Generalmajor Muhammad Khalid        | Pakistan     | Nov. 2010           | Nov. 2012         |                                        |
| 6.  | Generalmajor Leonard Muriuki Ngondi | Kenia        | Nov. 2012           | Feb. 2015         | Später auch Force Commander UNAMID     |
| 7.  | Generalmajor Salihu Zaway Uba       | Nigeria      | Feb. 2015           | März 2018         |                                        |

### Deutsche Beteiligung
Vom 1. Mai 2005 bis 1. August 2007 war ein THW-Team für die Wartung und Instandsetzung der Generatoren der UN-Friedenstruppe zuständig und gewährleistete damit die Stromversorgung der Friedensmission.
Deutsche Polizisten waren seit November 2004 vor Ort und unterstützten den Wiederaufbau liberianischer Polizeikräfte mit demokratischen Standards.
Am 21. Mai 2015 beschloss der Bundestag ein Mandat, mit dem bis zu fünf Soldaten der Bundeswehr an der Mission teilnehmen konnten. Das Mandat endete am 31. Dezember 2016. Am 27. Mai 2015 übernahm Brigadegeneral Dirk Faust für zwölf Monate den Dienstposten des Deputy Force Commander. Unterstützt wurde er dabei im multinationalen UN-Hauptquartier durch zwei weitere deutsche Offiziere.